# El último carnaval
El último carnaval: una historia verdadera es una película colombiana de 1998 dirigida y escrita por Ernesto McCausland. Protagonizada por Jorge Cao, Ana Milena Londoño, Jennifer Steffens, Roberto Zambrano, Rafael Cardoso y Kike Vivaldi, fue estrenada en el Festival de Cine Iberoamericano de Huelva, donde ganó el Premio del Público.

## Sinopsis
El último carnaval está basada en la vida de Benjamín García Galindo, el famoso Conde Drácula del Carnaval de Barranquilla, y la forma en la que este personaje lo fue envolviendo al punto de llevarlo a comportarse como el famoso personaje de ficción creado por Bram Stoker aunque tomando de base al interpretado por Christopher Lee.

## Reparto
- Jorge Cao es Baldomero Gómez.
- Jennifer Steffens es Chabela.
- Ana Milena Londoño es Marcelina.